# Thomas Nölle
Thomas Nölle (* 2. Dezember 1948 in Soest; † 3. Juni 2020, Badalona-Barcelona) war ein bildender Künstler und Fotograf. Er war experimentell in verschiedenen Bereichen tätig: Fotografie, Malerei, Collage, Skulptur, Assemblage, Environment, Video, Installation sowie Aktion und Intervention im öffentlichen Raum.

## Leben
Während seines Universitätsstudiums lebte er für kurze Zeit in Belgien und ab 1970 in Bonn, wo er an der Universität Pädagogik studierte und sein erstes Künstleratelier hatte. 1988 richtete er sein Atelier im gotischen Viertel von Barcelona und ab 2010 in Vilassar de Mar (Barcelona) ein. Während dieser Zeit waren Brasilien und Portugal neben Deutschland und Spanien weitere Aufenthalts- und Arbeitsländer. Als weit gereister Künstler entwickelte Nölle eine kosmopolitische Vision. Der Kunsthistoriker Jürgen Pech schrieb: „Thomas Nölle gehört zwei Kulturen an, der europäischen und der außereuropäischen, eine Situation, die er in seinen Arbeiten bewusst behandelt.“

## Werk
Die Beobachtung der Welt und der menschlichen Natur sowie die Auseinandersetzung mit den Zusammenhängen der Geschichte bildeten die Grundlagen seiner Arbeit. Nölle begann seine künstlerische Tätigkeit im Bereich der Fotografie und hatte seine erste Fotoausstellung im Alter von fünfzehn Jahren. Seit Mitte der 1970er-Jahre arbeitete er als transdisziplinärer bildender Künstler. Neben der Fotografie nutzte er unter anderem auch die Malerei, Collage- und Palimpsesttechniken, Assemblage und Skulptur und arbeitete zudem mit Videokunst, Installation und Kunstaktion.
Von Beginn an konzentrierte er sein konzeptuelles Interesse auf sozio-politische, kulturelle und Umweltfragen. Dabei beschäftigt er sich besonders mit den sozialen Diskrepanzen, den Auswirkungen der Industrialisierung und der Konsumgesellschaft auf Natur und Gesellschaft, den Machtkonflikten zwischen sozialen Schichten und Kulturen – insbesondere durch Kolonialismus und Neokolonialismus – und hinterfragt die Kunstkontexte sowie die Wechselbeziehung zwischen Kunst und Leben, Erinnerung und Geschichte.
Seine Werke wurden in zahlreichen internationalen Einzel- und Gruppenausstellungen gezeigt und sind in mehreren privaten und öffentlichen Sammlungen vertreten.

### 1960er- bis 1980er-Jahre
Seine zahlreichen Reisen in verschiedene Städte und Länder Europas in den 1960er- und 1970er-Jahren waren Motive fotografischer Arbeiten. Zwischen 1979 und 1981 unternahm er eine lange Reise durch mehrere südamerikanische Länder. In dieser Zeit entstanden Foto- und Fotoperformance-Serien mit starken Sozial- und Umweltschwerpunkten, die in seiner letzten Ausstellung Notes on South America – A Journey | 1979–1981 in der Casa de América in Madrid (Februar/März 2020), gezeigt wurden. Unter diesem Titel wurden sie in seinem letzten Künstlerbuch veröffentlicht.
Nach seiner Rückkehr nach Deutschland ließ sich Nölle wieder in Bonn nieder. Zwischen 1983 und 1990 widmete er sich vor allem der großformatigen Malerei.

### Kolonialismus und Neokolonialismus
Kolonisierung, Neokolonialismus und Konfrontation zwischen den Kulturen gehörten zu den Fragen, die Nölle in mehreren Arbeiten thematisierte, so in der Serie von Fotoperformances und Elektrografiken Ein Indianer in Brasilia (1980) oder in der Serie von Malerei und Mischtechniken Mundus Novus (1990) zur Kolonisierung Lateinamerikas, die in Einzelausstellungen in der Friedrich-Naumann-Stiftung und in der Städtischen Galerie Suhl gezeigt wurden.
Fotografien und Videokunstwerke, die in den Jahren 2002 bis 2008 entstanden und sich kritisch mit Rassismus, Diskriminierung und erzwungener Akkulturation — insbesondere in Bezug auf indigene und afrikanische Völker — auseinandersetzten, wurden 2008 in seiner Einzelausstellung Golden Times im MEIAC – Ibero-American Museum of Contemporary Art (Spanien) ausgestellt. 2015 wurde eine Auswahl dieser Werke im Künstlerhaus Wien gezeigt.

### Kunst, Natur, Ökologie und Gesellschaft
Nölles Arbeiten beschäftigen sich auch besonders mit der Umweltbelastung durch Konsumgesellschaft und Industrialisierung. Ab 1989 begann er an den Stränden Barcelonas mit der systematischen Sammlung von organischen Materialien und Abfällen aller Art, die er in vielen Werken verwendete, zum Beispiel in seiner kinetischen Installation Musée Méditerranée (2000–2002), die im CCCB Zentrum für Zeitgenössische Kultur Barcelona, im MUVIM Museum von Valencia, im Museum für Zeitgenössische Kunst, Ibiza, und beim Re:NEW Festival in Pittsburgh, USA, ausgestellt wurde.
Sein Projekt SEA≈STORE (Dezember 2016) — eine Intervention im öffentlichen Raum — wurde auf dem Angels-Platz vor dem MACBA Museum für Zeitgenössische Kunst von Barcelona während des Drap-Art'16–Festival präsentiert. Es bestand aus zwei Aktionen: den Portable Micro-Museums, in denen Nölle allen Besuchern, die sich für die Erhaltung des marinen Ökosystems engagieren, ein kleines Werk aus Strand- und Abfällematerialien schenkte und damit in sozialen Netzwerken ein virtuelles Museum schuf; und der Installation eines Ephemeren Museums – einer aus Schilfrohr biologisch konstruierten Kuppel — als Labor für kreative Aktivitäten.

### Fotografie und Videokunst
Nölle entwickelte sein fotografisches Werk im Laufe der Jahrzehnte immer weiter. Zusätzlich zu seinen frühen analogen Schwarz-Weiß-Fotografien aus den 1960er- bis 1990er-Jahren arbeitete er ab Anfang des 21. Jahrhunderts auch mit dem digitalen Farbformat.
Die sozialen Aspekte, die Fotoperformance und die malerische und kombinatorische Intervention in den gedruckten Fotografien prägten seine Arbeit der ersten drei Jahrzehnte nach 1963. Ab 2000 stellte er auch Fotoserien mit dem Schwerpunkt rund um Ökologie und Natur (z. B. Musa x paradisiaca, 2010; Mare Rostrum, 2015) aus. Weitere Themenbereiche waren Straßenfotografien, die Virtualität des Lichtes, sowie das Zusammenspiel zwischen Licht und Bewegung, z. B. Way of Light, 2010, die in Factoria Compostella ausgestellt wurde. In einigen Serien, wie z. B. By the Way, durchdringt die malerische Geste das fotografische Bild, was Norval Baitello in seinem Text für das gleichnamige Buch (2015) als „Nicht-Fotografie“ bezeichnete.
In den letzten zwei Jahrzehnten arbeitete er an einem Fotoessay mit dem Titel Singular Things, in dem er sich auf minimalistische Aspekte der Realität konzentrierte. 2018 präsentierte Nölle im Nationalmuseum der Romantik (Madrid) eine Einzelausstellung mit seiner Fotoserie By the Way (2008–2018), deren visuelle Poetik den ephemeren Blick auf die während der Bewegung beobachtete Landschaft unterstreicht. In seiner Einzelausstellung En Passant (2020) in der Puxagallery in Madrid wurden Fotografien in Lichtkästen aus der Serie „...in Mind“ (2017–2020) über die dynamischen Dialoge zwischen Publikum und Kunstwerk gezeigt.
In seiner Einzelausstellung Between Images auf dem V. Internationalen Bildfestival von Manizales (Kolumbien, 2006) präsentierte Nölle fünf audiovisuelle Installationen. Im MEIAC in Badajoz, im ZKM Zentrum für Kunst und Medientechnologie Karlsruhe (2008/09) und in der Neuen Galerie Graz (2009) stellte er die Videoinstallation Angel’s Leap (Whatever Will Be, Will Be…) aus, die den Utopismus zu Thema hat.

## Kunstverein L'Angelot (Barcelona)
1993 wurde Nölle Hauptmentor und zusammen mit der Kunsthistorikerin Claudia Giannetti Mitbegründer des L'Angelot Center of Contemporary Culture in Barcelona. L'Angelot war der erste auf Medienkunst spezialisierte Ausstellungsraum in Spanien. Dieser Kunstverein war bis 1999 tätig und führte zahlreiche Aktivitäten – Ausstellungen, Konferenzen, Konzerte, Performances, Workshops und Publikationen – durch, die in der spanischen Kunstszene einen besonderen Stellenwert einnahmen.

## Ausstellungen und Kunstaktionen (Auswahl)

### Einzelausstellungen
- 1978: Kurhaus Dangast, Dangast[13]
- 1983: Kunsthistorisches Institut, Universität Bonn, Klein unter anderem[14]
- 1987: Kunsthistorisches Institut, Universität Bonn, Bilder 1986/87[15]
- 1988: Orangerie Schloss Augustusburg, Brühl, Room to Move[16]
- 1990: Friedrich Naumann Stiftung, Königswinter, Mundus Novus I[17]
- 1992: Städtische Galerie, Suhl, Mundus Novus II (Katalog)[18]
- 1994: Galerie Manoel Macedo, Belo Horizonte, La mer-e[19]
- 1996: Purgatori II, Valencia, Spanien, Fabled Sea (Künstlerbuch)[20]
- 1996: Centro Cultural Brasil-Espanha, Belo Horizonte, Pontes da Memória[21]
- 1998: Transforma Espacio, Vitoria-Gasteiz, Symphonie Technique[22]
- 2000: Café Schilling, Barcelona, Musée Méditerranéen[23]
- 2003: Art Centre Gallery, Andorra, Tiempos dispersos[24]
- 2005: Art Centre Gallery, Barcelona, Collector’s Dream[25]
- 2006: Centro Cultural de España, México DF, Silencio vicioso
- 2006: V Festival Internacional de Imagen, Manizales, Kolumbien, Between the Images[26]
- 2008: MEIAC – Museum für iberoamerikanische zeitgenössische Kunst, Badajoz, Tiempos dorados – Golden Times (Katalog ISBN 9788461277834)[27]
- 2010: Factoría Santiago, Santiago de Compostela, Way of Light (Katalog)[28]
- 2014: Arte Periférica Gallery, Centro Cultural de Belém, Lisboa, Musa x paradisiaca (Künstlerbuch)[29][30]
- 2015: Centro de Cultura Contemporània de Barcelona, Mare Rostrum Project[31]
- 2016: SEA-STORE, Plaza dels Àngels (Drap-Art’16), Barcelona[5]
- 2018: Museo Nacional del Romanticismo, Madrid, By the Way (Künstlerbuch)[7]
- 2020: Puxagallery, Madrid, En Passant (Katalog)[10]
- 2020: Casa de América, Madrid, Notes on South America - A Journey | 1979–1981 (Künstlerbuch)[32][33]

### Ausstellungsbeteiligungen
- 1984: Bonner Kunstverein[34]
- 1984: Kunstmuseum Düsseldorf[35]
- 1985: Kunstmuseum Mülheim an der Ruhr[36]
- 1990: Syndikathalle Raue Galerie, Bonn, Out of Limits[37]
- 1993: L’Angelot Asociación de Cultura Contemporánea, Barcelona[38]
- 2002: Kunstmuseum von Sabadell, Sin salida de emergencia[39]
- 2002: Centro Nacional de las Artes, Mexico[40]
- 2002: MUVIM, Museo Valenciano de la Modernidad, Valencia, Observatori III – International Festival of Artistic Research[41]
- 2004: Museum für Zeitgenössische Kunst, Ibiza, Pronóstica
- 2006: Gran Canaria Espacio Digital, XII Canariasmediafest, Gran Canaria[42]
- 2009: ZKM Karlsruhe, Der diskrete Charme der Technologie. Kunst in Spanien[11]
- 2009: Neue Galerie Graz, Der diskrete Charme der Technologie. Kunst in Spanien[43]
- 2015: Künstlerhaus Wien, Über: Ich[4]
- 2015: Re:NEW Festival (Drap-Art), Pittsburgh, USA[44]
- 2017: Goethe-Institut von Lissabon, Elsewhere – An Improbable Journey, mit Carlos Gasparinho[45]

### Kunstaktionen
- 1984: Kunstaktion Das ist doch keine Art mit Jürgen Pech während Jean Tinguelys Performance, Bonner Kunstverein[46]
- 1984: Kunstaktion Kunst ist Gesundheit – Remember Yves Klein an den Straßenbahnen der Innenstadt, Düsseldorf[47]
- 2002: Kunstaktion El criado mudo [Der stumme Diener], Kunstmuseum Sabadell, Barcelona